# Condado de Caledonia
El condado de Caledonia (en inglés: Caledonia County), fundado en 1796, es uno de los catorce condados del estado estadounidense de Vermont. En el año 2010 tenía una población de 31 227 habitantes con una densidad poblacional de 18,52 hab/km². La sede del condado es St. Johnsbury.

## Geografía
Según la Oficina del Censo, el condado tiene un área total de 1704 km² (657,9 mi²), de la cual 1686 km² (651 mi²) es tierra y 18 km² (6,9 mi²) (1.06%) es agua.

### Condados adyacentes
- Condado de Orleans - norte
- Condado de Essex - noreste
- Condado de Grafton - sur
- Condado de Washington - suroeste
- Condado de Orange - suroeste
- Condado de Lamoille - oeste

### Carreteras principales
- Interestatal 91
- U.S. Route 2
- U.S. Route 5

## Demografía
En el 2000 la renta per cápita promedia del condado era de $34,800, y el ingreso promedio para una familia era de $42,215. En 2000 los hombres tenían un ingreso per cápita de $30,438 versus $21,973 para las mujeres. El ingreso per cápita para el condado era de $16,976. Alrededor del 12.30% de la población estaba bajo el umbral de pobreza nacional.

## Localidades

### Pueblos
Barnet |
Burke |
Danville |
Groton |
Hardwick |
Kirby |
Lyndon |
Newark |
Peacham |
Ryegate |
Sheffield |
St. Johnsbury |
Stannard |
Sutton |
Walden |
Waterford |
Wheelock 

### Villas
Lyndonville |
West Burke 

### Lugares designados por el censo
Barnet |
Danville |
East Burke |
Groton |
Hardwick |
St. Johnsbury